# Oswin Haas

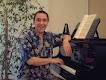
Oswin Haas am Klavier

Oswin Haas (* 1955 in Hagen) ist ein deutscher Klavierpädagoge, Pianist und  Komponist.

## Leben
Oswin Haas absolvierte ein Studium an der Hochschule für Musik in Frankfurt, das er mit dem Klavierlehrerdiplom abschloss. Später ging er nach Frankreich, wo er sich einem Zweitstudium der Psychologie und Philosophie an der Université Paul Valéry in Montpellier widmete. Nach seinem Abschluss gründete und leitete Haas die Pianopoly Musikschulen in Frankreich und Deutschland. Darüber hinaus arbeitete er als freier Mitarbeiter für das „Lettre du musicien“ in Paris. Über viele Jahre hinweg ging er einer Tätigkeit als Klavierpädagoge und Pianist nach.
Des Weiteren komponierte er spezielle Klavierstücke für den Klavierunterricht.
In „Captain Finger“ (1989) orientieren sich diese Stücke an der spezifischen Haptik im Klavierspiel und den besonderen Gegebenheiten der Klaviertastatur. Sie sind entstanden in Anlehnung an Stücke wie den Flohwalzer oder das „Butterbrot“ von Wolfgang Amadeus Mozart.
In der „Pianopoly Klavierschule“ (1989, 2003–2005) verfolgt Haas das Ziel, fünf verschiedene Lernarten miteinander zu verbinden (Notenspiel, Gehörspiel, [haptische] Imitation, Improvisation und Techniken [Fingertechnik, Begleitung, Akkordbezifferung etc.]), um eine größtmögliche Lernintensität zu gewährleisten, wobei auch dem autodidaktischen Lernen eine besondere Rolle zuerkannt wird, indem dem Schüler neben den Noten und vertiefenden schriftlichen Erklärungen auch Audios und Videos zur Verfügung stehen (CD, Internet).
Das bisher fünfbändige „Piano Album With A Smile“ (2004–2006) mit zwei vierhändigen und drei solistischen Bänden stellt eine Art modernes Jugendalbum dar, das Klavierlernenden die Möglichkeit geben soll, eigens komponierte und pädagogisch geordnete pop- und jazzorientierte Klaviermusik zu spielen.

## Werke
- Captain Finger. Klavierstück für Anfänger. Verlag Merseburger, Kassel, 1989
- Pianopoly. Schnellkurs für Klavier. Inklusive Lernkassette. Verlag Merseburger, Kassel, 1989
- Die Pianopoly Klavierschule (2 Bände), OHMusic – Pianopoly, 2003–2005
- Piano Album With A Smile (5 Bände), OHMusic – Pianopoly, 2004–2006